# Flanders and Swann
Flanders and Swann (Фландерс и Сванн) — британский сатирический дуэт актёра и певца Майкла Фландерса (1922—1975) и Дональда Сванна (1923—1994), композитора, пианиста, специалиста по лингвистике. Фландерс и Сванн сочиняли и исполняли свои песни в Великобритании и США с 1956 по 1967 годы, их шутливые композиции по сей день популярны у англоязычной аудитории.

## Дискография

### EPs
- 1957 — Excerpts from At The Drop of a Hat
- 1957 — More Excerpts from At The Drop of a Hat
- 1957 — More out of the Hat!
- 1959 — Little Drummer Boy/The Storke Carol
- 1961 — The Bestiary of Flanders & Swann
- 1964 — Favourites from At The Drop of Another Hat
- 1964 — More out of the New Hat

### LPs
- 1960 — At The Drop of a Hat
- 1964 — At The Drop of Another Hat
- 1967 — The Bestiary of Flanders & Swann
- 1975 — And Then We Wrote…
- 1977 — Tried by the Centre Court

### Кассеты
- 1966 — EMI Comedy Classics (Hat и Another Hat; две кассеты)
- 1997 — More out of the Drop of a Hat — Again! (две кассеты)

### CDs
- 1994 — The Complete Flanders & Swann (бокс-сет, куда вошёл материал трёх первых альбомов)
- 1994 — A Transport of Delight: The Best of Flanders & Swann
- 1999 — The Flanders and Swann Collection
- 2000 — A Drop of Hilarity from Flanders & Swann
- 2007 — Hat Trick: Flanders & Swann Collector’s Edition